# Dagang (köpinghuvudort i Kina, Jiangxi Sheng, lat 28,15, long 116,17)
Dagang är en köpinghuvudort i Kina. Den ligger i provinsen Jiangxi, i den sydöstra delen av landet, omkring 65 kilometer sydost om provinshuvudstaden Nanchang. Antalet invånare är 30 920. Befolkningen består av 14 392 kvinnor och 16 528 män. Barn under 15 år utgör 20,0 %, vuxna 15-64 år 70 %, och äldre över 65 år 8,0 %.
Runt Dagang är det tätbefolkat, med 511 invånare per kvadratkilometer. Närmaste större samhälle är Yuandu, 17,2 km nordväst om Dagang. Trakten runt Dagang består till största delen av jordbruksmark.
Genomsnittlig årsnederbörd är 2 304 millimeter. Den regnigaste månaden är juni, med i genomsnitt 441 mm nederbörd, och den torraste är oktober, med 23 mm nederbörd.